# Copa Newton
La Copa Newton fue un trofeo amistoso de fútbol disputado entre las selecciones de Argentina y Uruguay. Se disputó entre los años 1906 y 1976 un total de 28 veces.

## Campeones
A continuación se detalla la lista de finales:
| Año  | Sede                    | Campeón   | Final Resultados | Subcampeón |
| ---- | ----------------------- | --------- | ---------------- | ---------- |
| 1906 | Buenos Aires, Argentina | Argentina | 2–1              | Uruguay    |
| 1907 | Montevideo, Uruguay     | Argentina | 2–1              | Uruguay    |
| 1908 | Buenos Aires, Argentina | Argentina | 2–1              | Uruguay    |
| 1909 | Montevideo, Uruguay     | Argentina | 2–2 *            | Uruguay    |
| 1911 | Montevideo, Uruguay     | Argentina | 3–2              | Uruguay    |
| 1912 | Avellaneda, Argentina   | Uruguay   | 3–3 *            | Argentina  |
| 1913 | Montevideo, Uruguay     | Uruguay   | 1–0              | Argentina  |
| 1915 | Montevideo, Uruguay     | Uruguay   | 2–0              | Argentina  |
| 1916 | Avellaneda, Argentina   | Argentina | 3–1              | Uruguay    |
| 1917 | Montevideo, Uruguay     | Uruguay   | 1–0              | Argentina  |
| 1918 | Buenos Aires, Argentina | Argentina | 2–0              | Uruguay    |
| 1919 | Montevideo, Uruguay     | Uruguay   | 2–1              | Argentina  |
| 1920 | Buenos Aires, Argentina | Uruguay   | 3–1              | Argentina  |
| 1921 | Montevideo, Uruguay     | Uruguay   | 2–1              | Argentina  |
| 1922 | Buenos Aires, Argentina | Uruguay   | 2–2 *            | Argentina  |
| 1924 | Buenos Aires, Argentina | Argentina | 4–0              | Uruguay    |
| 1927 | Montevideo, Uruguay     | Argentina | 1–0              | Uruguay    |
| 1928 | Avellaneda, Argentina   | Argentina | 1–0              | Uruguay    |
| 1929 | Montevideo, Uruguay     | Uruguay   | 2–1              | Argentina  |
| 1930 | Buenos Aires, Argentina | Uruguay   | 1–1 *            | Argentina  |
| 1937 | Montevideo, Uruguay     | Argentina | 3–0              | Uruguay    |
| 1942 | Buenos Aires, Argentina | Argentina | 4–1              | Uruguay    |
| 1945 | Avellaneda, Argentina   | Argentina | 6–2              | Uruguay    |
| 1957 | Montevideo, Uruguay     | Argentina | 0–0 *            | Uruguay    |
| 1968 | Montevideo, Uruguay     | Uruguay   | 2–1              | Argentina  |
| 1971 | Buenos Aires, Argentina | Argentina | 1–0              | Uruguay    |
| 1973 | Montevideo, Uruguay     | Argentina | 1–1 *            | Uruguay    |
| 1976 | Montevideo, Uruguay     | Argentina | 3–0              | Uruguay    |

(*) A pesar de que el partido quedó en empate el equipo visitante se lleva el trofeo, de acuerdo a las reglas del torneo.

## Palmarés
| Selección | Campeón                                                                                                   |
| --------- | --- |
| Argentina | 17 (1906, 1907, 1908, 1909, 1911, 1916, 1918, 1924, 1927, 1928, 1937, 1942, 1945, 1957, 1973, 1975, 1976) |
| Uruguay   | 11 (1912, 1913, 1915, 1917, 1919, 1920, 1921, 1922, 1929, 1930, 1968)                                     |

### Clasificación histórica
| Selección    | PJ | PG | PE | PP | GF | GC | Dif. | Puntos |
| ------------ | -- | -- | -- | -- | -- | -- | ---- | ------ |
| 1. Argentina | 28 | 14 | 6  | 8  | 51 | 33 | +18  | 34     |
| 2. Uruguay   | 28 | 8  | 6  | 14 | 33 | 51 | -18  | 22     |

- 2 puntos por victoria y un punto por empate.